# حياة شخصية

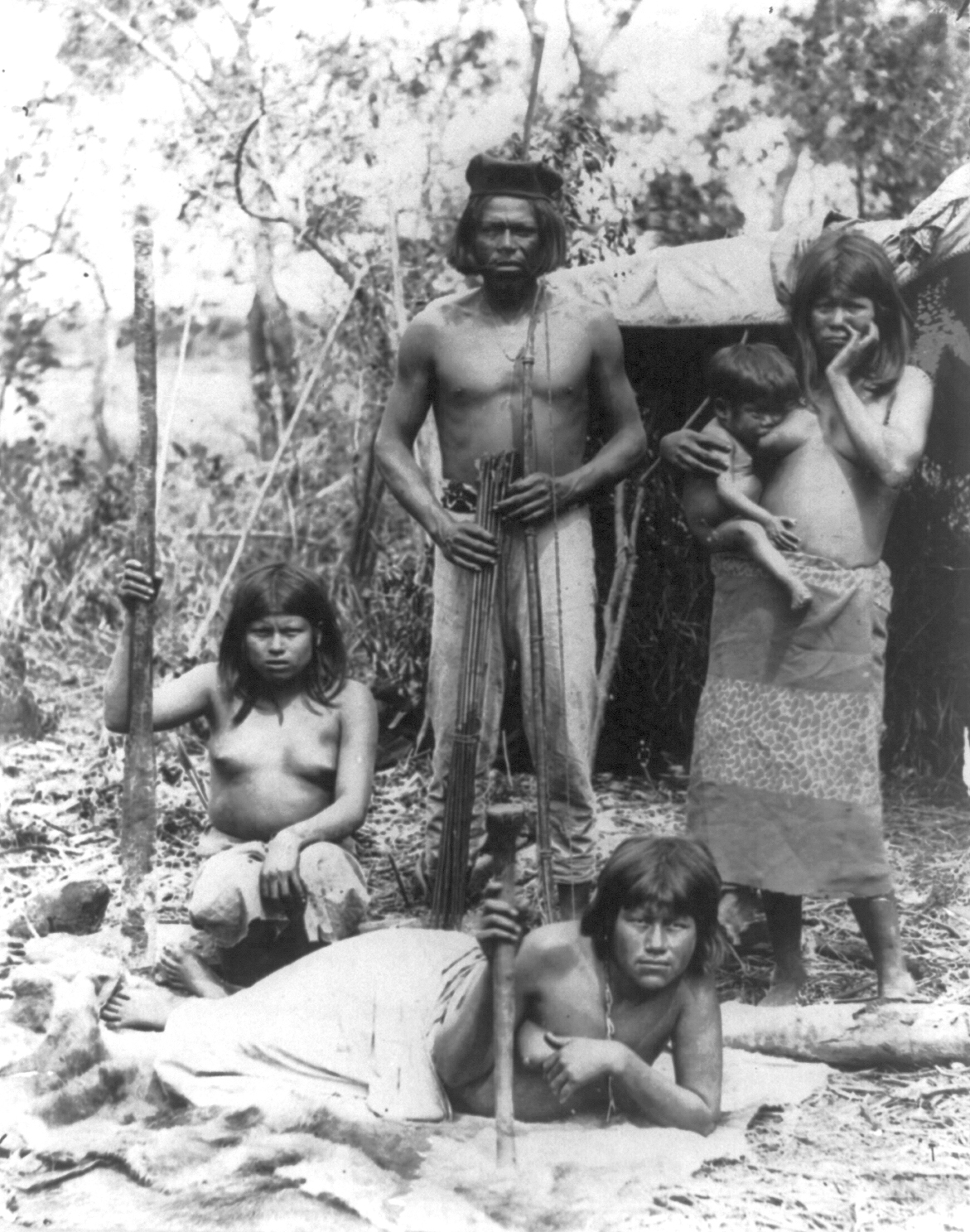

حياة شخصية أو الحياة الخاصة بالأفراد هو مسار حياة الفرد، وبالأخص عندما ينظر إليها على أنها مجموع الاختيارات الشخصية التي تساهم في تحديد الهوية الشخصية للفرد.
وهو مفهوم مشترك معاصر، وان كان متجذراً في المناطق الأكثر تطوراً في العالم مثل أوروبا الغربية وأمريكا الشمالية.
ففي هذه المناطق هناك صناعات خدمات صممت خصيصاً لمساعدة الناس على تحسين حياتهم الشخصية عبر تقديم الاستشارة النفسية أو تنمية القدرات الشخصية "life coaching".
تتضمن حياة الأفراد الشخصية اليومية اكتساب خبرات عديدة لاكتساب مهارات في العمل أو الحياة المهنية ومن ضمنها خبرتهم في الوظائف المتنوعة إضافة للحياة العائلية وكيفية تمضية اوقات الفراغ، والحصول على التسلية والترفيه وبنفس الوقت الاستغراق في التفكير والتأمل، مطالعة الكتب، تعلم خبرات جديدة ومناقشة أفكار جديدة أو فلسفات.
في عصور ما قبل التاريخ: الحياة كانت تعتمد على البقاء والقدرة على المجابهة. خصوصية الفرد كانت أقل في حين كانت أهمية الفرد بمدى دوره ضمن الجماعة.
تغيرت المجتمعات البشرية مع تقدم الحضارة والغربية بشكل خاص حيث تؤكد على الفردية وأهمية الفرد وخصوصيته. حالياً تقسم الحياة الشخصية للأفراد إلى مجالات حسب مكان ممارستها فتصنف إلى حياة العمل والمنزل وحياة جنسية.
يدرس علماء الاجتماع المجتمع والسلوك الاجتماعي بفحص المجموعات والمؤسسات الاجتماعية التي يشكلها البشر، بالإضافة إلى السياسة والدين والتجمعات المختلفة وتنظيمات العمل. كما يدرسون أيضاً السلوك، والتفاعل الاجتماعي بين المجموعات، يتتبع أصلهم ونموهم، ويحلل تأثير نشاطات المجموعة على الأعضاء الأفراد.
يهتم علماء الاجتماع بخصائص المجموعات الاجتماعية والمنظمات والمؤسسات؛ وكيفية تأثر الأفراد من قبل بعضهم البعض وبالمجموعاتِ التي يعودون إليها؛ وتأثير الميزات الاجتماعية مثل الجنس، العمر، أَو الحياة اليومية. تساعد نتائج البحث الاجتماعيِ المربين، والمشرعين والمدراء والآخرون المهتمون بحل المشاكل الاجتماعية وصياغة سياسة عامة. يعمل أكثر علماء الاجتماع في واحد أو أكثرِ من التنظيمات الاجتماعية، مثل المنظمة الاجتماعية التقسيم الطبقي، وقدرة التنقل؛ العلاقات العرقية؛ تعليم؛ العائلة؛ علم النفس الاجتماعي؛ والحضري، والريفي، سياسي، وعلم الاجتماع المقارن؛ أدوار جنس وعلاقات؛ علم سكان؛ علم الشيخوخة؛ علم الإجرام؛ والممارسات الاجتماعية.